# Ewald Follmann
Ewald Follmann (28 de gener de 1926 - 20 de juny de 1990) va ser un futbolista alemany que va jugar al FC Metz, al Borussia Neunkirchen i a la selecció del Sarre com a davanter.